# Мерло
Мерло (шп. Merlo) је град у Аргентини у покрајини Буенос Ајрес. Према процени из 2005. у граду је живело 502.641 становника.

## Становништво
Према процени, у граду је 2005. живело 502.641 становника.
| 1980.   | 1991.   | 2001.   |
| ------- | ------- | ------- |
| 292.587 | 390.042 | 468.745 |